# Imperatrice Blanche
Imperatrice Blanche es una variedad cultivar de ciruelo (Prunus domestica), de las denominadas ciruelas europeas,
una variedad de ciruela muy antigua, de origen desconocido, probablemente del sureste de Europa (Imperio austrohúngaro).
Las frutas tienen un tamaño mediano, color de piel amarillo verdoso pálido, casi transparente, que es algo más amarilla en el lado soleado y espesa blanca con la pruina, de modo que el fruto parece casi blanco, y pulpa de color amarillo dorado translúcido, textura firme, fina, algo seca, y de sabor dulce aromática, con el hueso no se suelta por completo.

## Sinonimia
- "Witte Keizerinnepruim",
- "White Imperatice plum".[4]

## Historia
'Imperatrice Blanche' es una variedad de ciruela muy antigua, de origen desconocido, probablemente del sureste de Europa (Imperio austrohúngaro).

## Características
'Imperatrice Blanche' árbol de porte abundante, con ramas largas y flojas con brotes jóvenes que están en ángulo recto con las ramas. Tiene un tiempo de floración que comienza a partir del 12 de abril con el 10% de floración, para el 16 de abril tiene una floración completa (80%), y para el 26 de abril tiene un 90% de caída de pétalos.
'Imperatrice Blanche' tiene una talla de fruto de tamaño mediano, de forma redondo ligeramente ovalado (claramente un poco estrechada hacia el tallo, con un cuello, por así decirlo), con la sutura poco profunda; epidermis con la piel de color amarillo verdoso pálido, casi transparente, que es algo más amarilla en el lado soleado y espesa blanca con la pruina, de modo que el fruto parece casi blanco; Pedúnculo media pulgada de largo, ubicado en una cavidad del pedúnculo estrecha; pulpa de color amarillo dorado translúcido, textura firme, fina, algo seca, y de sabor dulce aromática, con el hueso no se suelta por completo.
Su tiempo de recogida de cosecha de principios a mediados de septiembre. Madura muy tarde, octubre, los frutos se pueden guardar mucho tiempo y permanecer en el árbol hasta el invierno, cuando se vuelven muy dulces y aromáticos. A veces un poco pastoso.

## Usos
La ciruela 'Imperatrice Blanche' es de postre, pero mejor como ciruela de cocina. Muy similar a la 'St. Catherine', pero madura un poco antes.